# Psychologia pozytywna
Psychologia pozytywna – dziedzina psychologii zajmująca się podłożem dobrego samopoczucia i szczęścia (zob. dobrostan subiektywny), a także męstwem oraz cnotami ludzkimi.
Nauki psychologiczne poświęcały tradycyjnie wiele uwagi na badanie negatywnych i patologicznych aspektów życia człowieka (lęki, stres, depresja, itp.), pozostawiając na marginesie badanie aspektów pozytywnych, jak kreatywność, inteligencja emocjonalna, humor, mądrość, szczęście. Ostatecznym impulsem dla powstania dziedziny zwanej psychologią pozytywną były prace prof. Martina Seligmana z University of Pennsylvania, byłego przewodniczącego Amerykańskiego Stowarzyszenia Psychologów.
Źródłem inspiracji dla psychologii pozytywnej są:
- Arystoteles, który pisał dużo o εὐδαιμονία (eudaimonía – szczęście)
- Abraham Maslow, Carl Rogers – przedstawiciele tzw. psychologii humanistycznej

Nowoczesna psychologia pozytywna różni się od swych historycznych poprzedników tym, że stosuje metodę naukową, a więc jej odkrycia są naukowo weryfikowalne.

## Popularność
Jest to jedna z najszybciej rozwijających się obecnie dziedzin psychologii. Dostępne są liczne czasopisma ("Journal of Positive Psychology", Journal of Happiness Studies") czy witryny internetowe, gdzie można dokonać pomiaru szczęścia (happiness IQ) za pomocą różnych skal badawczych. Powstają towarzystwa szczęśliwych ludzi.

## Główne obszary badań
Temat szczęścia i możliwość jego naukowego opisu zyskuje na popularności jako temat dyskusji publicznej, zwłaszcza w kulturze zachodu. Podjęto wiele badań naukowych mających na celu określenie w sposób ścisły czynniki mające wpływ na poczucie szczęścia.

### Wiek
Kryzys wieku średniego jest okresem w życiu człowieka w którym obserwuje się spadek satysfakcji życiowej w porównaniu do innych okresów życia człowieka. Badania wskazują na to, że ludzie generalnie stają się z wiekiem coraz szczęśliwsi, z wyjątkiem okresu pomiędzy 40 a 50 rokiem życia, który jest okresem, w którym może pojawić się kryzys samopoczucia. Ludzie w wieku 20 lat oraz 70 są statystycznie szczęśliwsi niż w okresie wieku średniego. Stopień satysfakcji życiowej charakteryzuje kilka zmiennych w czasie, np. uczucie stresu i złości cechuje tendencja spadkowa powyżej 20. roku życia, niepokój zaczyna się zmniejszać po 50. roku życia, a radość powoli zmniejsza się w okresie dorosłości, aby zacząć rosnąć po 50. roku życia. Dobre samopoczucie w zaawansowanym wieku jest bardziej prawdopodobnie związane z czynnikami zewnętrznymi, wliczając w to świadomość bliskości śmierci, spadek sprawności fizycznej i pogarszające się zdrowie.
W środowiskach naukowych toczy się debata, czy szacowanie zmian w samopoczuciu zachodzących z wiekiem na podstawie analizy pojedynczej populacji wiernie odzwierciedla doświadczenia ludzi starszych. Wykorzystanie modelowania metodą growth mixture (GMM) pozwoliło badaczom na wyodrębnienie jednorodnych grup jednostek, które są w większym stopniu do siebie podobne niż ogół populacji. Wspomniane wyniki są efektem dziesięcioleci badań, podczas których wykluczono możliwość, że zaobserwowane statystyczne pogorszenie się satysfakcji życiowej w wieku średnim mogło być wynikiem unikalnych doświadczeń badanej grupy, takich jak np. wojna. Badania wzięły pod uwagę także takie czynniki jak: zarobki, status zatrudnienia i rodzicielstwo (jako przeciwieństwo bezdzietności), w celu wyizolowania wpływu jaki wywiera postępujący wiek badanych; co potwierdziło wpływ wieku na poczucie szczęścia.
Możliwymi wytłumaczeniami zaproponowanymi przez psychologów mogą być: zwiększona świadomość samego siebie i swoich preferencji; zdolność do kontrolowania swoich pragnień i bardziej realistyczne oczekiwania (nierealistyczne oczekiwania wykazują tendencję do powodowania uczucia nieszczęścia); świadomość zbliżającej się śmierci motywująca ludzi do aktywniejszej realizacji swoich celów; większe umiejętności społeczne, których rozwijanie może zająć lata, jak np. zdolność wybaczania (umiejętność wybaczania jest związana z większym stopniem odczuwanej satysfakcji życiowej); czy nadreprezentacja szczęśliwych ludzi w podeszłym wieku, ze względu na ich dłuższe życie. Niewykluczone, że na zmiany poczucia szczęścia w trakcie życia mogą mieć wpływ również zmiany chemiczne związane z wiekiem.
Inne badania naukowe wskazują, że starsi ludzie zgłaszają więcej problemów ze zdrowiem, ale mniej problemów w ogóle. Natomiast ludzie młodzi zgłaszają częściej uczucia złości, niepokoju, przygnębienia oraz problemy finansowe, kłopoty w związkach i stres związany z pracą. Naukowcy sugerują, że depresja u ludzi starszych jest często wywołana pasywnością oraz brakiem aktywności i rekomendują, aby osoby starsze kontynuowały aktywności, które sprawiają im przyjemność także w podeszłym wieku. Model ograniczenia aktywności afektu depresyjnego sugeruje, że stresor, który zaburza tradycyjne aktywności codziennego życia może prowadzić do spadku poziomu zdrowia psychicznego. Ludzie starsi są narażeni na ograniczenia aktywności ze względu na zmniejszającą się z wiekiem sprawność psychofizyczną. Zwiększenie liczby zaplanowanych codziennych aktywności oraz wsparcie innych ludzi może zmniejszyć wpływ czynników odpowiedzialnych za rozwój depresji.

### Płeć
Badania naukowe próbujące określić, która płeć jest szczęśliwsza dały sprzeczne wyniki. W ostatnich 33 latach zaobserwowano znaczny spadek poczucia szczęścia u kobiet, co skłoniło badaczy do przekonania, że mężczyźni są generalnie szczęśliwsi niż kobiety. Ta obserwacja częściowo może to być spowodowana różnicami w definiowaniu szczęścia pomiędzy mężczyznami a kobietami. Kobiety statystycznie utożsamiają ze szczęściem poczucie własnej wartości, bliskość w związkach i religię; natomiast mężczyźni za najważniejsze składowe szczęścia uważają poczucie własnej wartości, aktywny wypoczynek i kontrolę psychologiczną. Zaobserwowano także różnice związane z wiekiem: we wcześniejszym okresie życia kobiety częściej osiągają swoje cele (cele materialne oraz aspiracje dotyczące życia rodzinnego), co powoduje ich większą satysfakcję życiową i ogólne poczucie szczęścia; mężczyźni wykazują tendencję do osiągania swoich celów w późniejszym okresie życia, co sprawia, że są w tym okresie bardziej zadowoleni ze swojego życia rodzinnego oraz sytuacji finansowej i powoduje, że są generalnie szczęśliwsi niż kobiety.

### Zdrowie i dieta
Pozytywny stan emocjonalny ma korzystny wpływ na długość życia wśród ludzi zdrowych i chorych: szczęśliwsi ludzie żyją dłużej nawet wśród ludzi cechujących się podobnymi nawykami dotyczącymi palenia tytoniu, picia alkoholu, ćwiczeń fizycznych i snu. Badania wskazują także, że pozytywne emocje są związane ze zwiększoną odpornością na przeziębienia i grypę.
Istnieje coraz więcej dowodów naukowych wskazujących na to, że dieta bogata w warzywa i owoce jest związana ze zwiększonym uczuciem szczęścia, satysfakcji życiowej i pozytywnym nastrojem. Efektu tego nie można całkowicie wytłumaczyć zmiennymi demograficznymi i związanymi ze zdrowiem, powiązanymi ze statusem społecznoekonomicznym, wykonywaniem ćwiczeń fizycznych, paleniem tytoniu i wskaźnikiem BMI; sugerując zależność przyczynowo-skutkową. Dalsze badania wskazują, że spożycie owoców i warzyw prognozowało poprawę nastroju w następnym dniu. W dniach w których ludzie zjadali więcej owoców i warzyw twierdzili, że są spokojniejsi, szczęśliwsi i mają więcej energii niż zwykle; czuli się także bardziej pozytywnie w dniu następnym. Wyniki te zostały potwierdzone w badaniach przeprowadzonych w wielu częściach świata (USA, Korea Południowa, Chile, Iran) – ludzie spożywający większe ilości warzyw i owoców przejawiają większe prawdopodobieństwo, że będą "bardzo szczęśliwi". Psychologowie uważają, że może to mieć związek z ochronnym działaniem takiej diety przeciwko chronicznym chorobom oraz dostarczaniem większej ilości składników odżywczych ważnych dla zdrowia psychologicznego.

### Finanse osobiste
Zobacz też: Paradoks Easterlina
Badania naukowe wskazują na istnienie korelacji pomiędzy szczęściem a zamożnością, ale tylko u osób biednych (u których nie zostały zaspokojone podstawowe potrzeby). Efekt ten jest bardzo zmniejszony w przypadku osób zamożniejszych (klasa średnia). Według badań zadowolenie z pracy nie zależy od wysokości otrzymywanej płacy – posiadanie dodatkowych pieniędzy, które można wydać na produkty luksusowe nie zwiększa poczucia szczęścia w takim stopniu, jak satysfakcja z wykonywanej pracy, czy pozytywna sieć społeczna. Psycholog Daniel Gilbert sugeruje, aby spróbować znaleźć prace, które będą przynosiły danej osobie satysfakcję i znaleźć sposób, aby zostać zatrudnionym na satysfakcjonującym stanowisku (w poszanowaniu dla swoich więzi społecznych). Pogoń za pieniędzmi może powodować, że ludzie zaniedbują czas wolny i związki z innymi, które są ważnymi czynnikami mającymi wpływ na uczucie szczęścia. Pieniądze lub pogoń za nimi zmniejsza u ludzi zdolność rozkoszowania się oraz cieszenia się codziennymi pozytywnymi doświadczeniami i emocjami. Badanie obejmujące ludzi pracujących zawodowo wykazało, że jednostki bogate cechowały się mniejszą umiejętnością rozkoszowania się (zdolnością do przedłużonego odczuwania pozytywnych emocji) w porównaniu do jednostek mniej zamożnych. Ludzie, którzy wygrali duże sumy na w grach losowych uważają się za bardziej szczęśliwych bezpośrednio po wygranej. Badania jednak wskazują, że ich poziom szczęścia spada i wraca do normy w okresie kilku-kilkunastu miesięcy. Sugeruje to, że posiadanie pieniędzy nie powoduje długotrwałego wzrostu poczucia szczęścia. Według naukowców wydawanie pieniędzy na doświadczenia, zamiast przedmioty materialne może zwiększyć poczucie szczęścia.
Jedno z nowszych badań biorące pod uwagę szeroki zakres różnych krajów wskazuje jednak na istnienie związku pomiędzy PKB kraju a satysfakcją życiową. Bogactwo jest mocno skorelowane z satysfakcją życiową, ale korelacja pomiędzy pieniędzmi a emocjonalnym zadowoleniem jest słaba. Narody generalnie są szczęśliwsze, kiedy ich potrzeby są zaspokojone.

### Wykształcenie i inteligencja
Według ustaleń naukowców ani wysoki poziom edukacji, ani wysoki iloraz inteligencji nie mają wpływu na zwiększenie poczucia szczęścia. Psycholog Anders Ericsson uważa, że wartości ilorazu inteligencji powyżej 120 cechują się zanikającym wpływem na prawdopodobieństwo odniesienia sukcesu w życiu. Prawdopodobnie IQ w tym zakresie nie ma wpływu na inne czynniki decydujące o poczuciu szczęścia, jak np. sukces zawodowy (z wyjątkiem ścieżek kariery takich, jak np. fizyk teoretyk, gdzie wysoki IQ ma bardziej istotny wpływ na sukces). Powyżej tego poziomu bardziej decydujące stają się inne czynniki, takie jak umiejętności społeczne, czy dobry mentor, które mogą pomóc jednostce osiągnąć poziom socjoekonomiczny klasy średniej (jak wspomniano powyżej, bycie bogatszym nie ma dużego wpływu na zwiększenie poczucia szczęścia). Martin Seligman powiedział:

Jako profesorowi nie podoba mi się to, ale zalety mózgu – ciekawość, umiłowanie nauki – są słabiej powiązane ze szczęściem niż zalety międzyludzkie, takie jak życzliwość, wdzięczność czy zdolność kochania.

Wykorzystywanie teatralnego konceptu odgrywania ról przy wsparciu opiekuna edukacyjnego sprawia, że ludzie uczą się nowych rzeczy w sposób nieświadomy. Badania wskazują, że przyjemność płynąca z odgrywania ról zwiększa IQ oraz poczucie szczęścia jednostek.

### Rodzicielstwo
Obowiązki rodzicielstwa są często uważane za niezbędny element dorosłego życia, ale wyniki badań naukowych nie są zgodne co do tego, czy rodzice są szczęśliwsi od osób bezdzietnych. Istnieje obiegowa opinia, że dziecko zbliża rodziców, jednak badania wskazują, że pary stają się mniej zadowolone z życia po narodzinach pierwszego dziecka. Radość płynąca z posiadania potomka jest przyćmiewana przez obowiązki jakie ten fakt pociąga. W oparciu o analizę ankiet, naukowcy zauważyli, że rodzice preferują praktycznie wszystkie inne czynności niż opiekowanie się dziećmi. Z drugiej strony rodzice poddani samoocenie statystycznie są szczęśliwsi niż osoby bezdzietne. Może to wynikać faktu, że ludzie szczęśliwi mają więcej dzieci niż ludzie nieszczęśliwi oraz że w dłuższej perspektywie fakt posiadania dzieci nadaje życiu więcej poczucia sensu. Jedno z badań wykazało, że posiadanie do trójki dzieci zwiększa poczucie szczęścia par w związkach małżeńskich, ale nie u innych grup posiadających dzieci.
Dla kontrastu, inne badania wykazały, że posiadanie dzieci sprawia, że rodzice stają się mniej szczęśliwi. W porównaniu do osób bezdzietnych, rodzice wykazują niższy poziom satysfakcji życiowej i dobrego samopoczucia oraz zgłaszają więcej emocji takich jak przygnębienie i niepokój. Jednak porównując osoby bezdzietne do rodziców, których dzieci usamodzielniły się, okazuje się, że rodzicielstwo jest pozytywnie powiązane z dobrym samopoczuciem emocjonalnym. Badani wskazywali także, że bycie rodzicem w latach 70. ubiegłego wieku było bardziej stresujące niż bycie rodzicem w latach 50. Uważa się, że ma to związek ze zmianami społecznymi dotyczącymi zatrudnienia i statusu małżeństwa.
Mężczyźni są statystycznie mniej zadowoleni z życia po narodzinach dziecka, ze względu na dodatkową presję finansową oraz przejmowanie roli rodzica. Pomiędzy rodzicami może pojawić się konflikt jeśli para nie chce przyjąć tradycyjnych ról lub ich liczba jest zbyt duża. Za różnicę w poziomie satysfakcji odpowiada nierówny podział odpowiedzialności pomiędzy partnerami w wychowywaniu dziecka. Mężczyźni, którzy pracowali zawodowo i przejmowali połowę obowiązków związanych z wychowywaniem dziecka, wykazywali zdaniem badaczy najniższy poziom satysfakcji życiowej. Badania wykazują, że samotni rodzice przejawiają wyższy poziom zasmucenia i zgłaszają więcej problemów psychiatrycznych niż osoby pozostające w związku małżeńskim.

### Małżeństwo
Amerykański psycholog Martin Seligman napisał:

W przeciwieństwie do pieniędzy, które wywierają co najwyżej niewielki efekt, małżeństwo jest zdecydowanie związane ze szczęściem (...). Moim zdaniem, wymaga jeszcze oceny co powoduje udowodniony fakt, że ludzie w związkach małżeńskich są szczęśliwsi niż osoby niezamężne/nieżonate.

Osoby w związkach małżeńskich cechują wyższe poziomy szczęścia i dobrego samopoczucia niż niezamężne/nieżonate. Inne dane wskazują, że poziom szczęścia osoby w związku zależy od poziomu szczęścia małżonka, a małżonkowie oceniają swój poziom szczęścia podobnie. Jeżeli mąż przechodzi trudny tydzień, żona analogicznie również będzie uważała, że przechodzi trudny okres. Istnieje niewiele danych naukowych dotyczących alternatyw, takich jak poliamoria, ale jedno badanie wykazało, że kolejność żon w poligamii nie ma istotnego wpływu na satysfakcję życiową i małżeńską. W tym badaniu wykazano także, że młodsze żony były szczęśliwsze niż starsze. Z drugiej strony, przynajmniej jedno duże badanie przeprowadzone w Niemczech nie wykazało różnicy w poziomie odczuwanego szczęścia pomiędzy ludźmi w związkach małżeńskich i niezamężnymi/nieżonatymi. Inne badania wykazały, że pary pozostające w związku małżeńskim są konsekwentnie szczęśliwsze i bardziej usatysfakcjonowane swoim życiem niż osoby samotne. Niektóre wyniki badań wskazują na to, że małżeństwo jest jedynym realnym czynnikiem prognozującym życiową satysfakcję u kobiet i mężczyzn oraz że osoby cechujące się wyższym poczuciem satysfakcji życiowej przed zawarciem związku małżeńskiego wykazują tendencję do budowania szczęśliwszych małżeństw. Ku zaskoczeniu naukowców, od lat 70. ubiegłego wieku zaobserwowano stały spadek pozytywnego związku małżeństwa z dobrym samopoczuciem w USA. Spadek ten jest związany z coraz niższym poziomem szczęścia u kobiet i wyższym poziomem szczęścia u samotnych mężczyzn. Istnieją badania naukowe sugerujące, że w porównaniu do osób samotnych, osoby zamężne są zdrowsze fizycznie i psychologicznie oraz statystycznie żyją dłużej.
Naukowcy stworzyli dwuczynnikową teorię miłości złożoną z dwóch komponentów: namiętnej miłości i zgodnej miłości. Namiętna miłość jest rozumiana jako intensywna tęsknota za ukochaną osobą. Jest ona często doświadczana jako radość i seksualne spełnienie, a nawet jako odrzucenie. Z drugiej strony, zgodna miłość jest związana z przywiązaniem, przyjaźnią i zaangażowaniem. Badania wskazują, że zarówno brak samotności, jak i wsparcie emocjonalne, które ma dobry wpływ na poczucie własnej wartości są ważnymi czynnikami mającymi wpływ na dobre samopoczucie osoby w małżeństwie. Namiętna miłość i zgodna miłość są podstawami każdego rodzaju miłości jakiego można doświadczyć. Kiedy namiętna i zgodna miłość są upośledzone w związku małżeńskim, następuje spadek satysfakcji i wzrasta prawdopodobieństwo rozwodu. Inaczej mówiąc, brak pozytywnego wsparcia i zapewniania partnera zwiększa ryzyko rozpadu związku. Ze względu na fakt, że na  temat istotności wsparcia społecznego w małżeństwie przeprowadzono rozległe badania psychologiczne, warto jest rozumieć, że badania te zostały zainspirowane przez teorię przywiązania. Teoria przywiązania kładzie nacisk na wsparcie i opiekę w związku w celu rozwoju zaufania i poczucia bezpieczeństwa.